# Gigantochloa longiprophylla
Gigantochloa longiprophylla là một loài thực vật có hoa trong họ Hòa thảo. Loài này được Widjaja mô tả khoa học đầu tiên năm 1997.